# 基什齊亞河
基希察河（烏克蘭語：Кишиця）是烏克蘭西部的河流，屬於比爾卡河的右支流。該河發源自皮季亞爾基夫西南面，流經利維夫州的利維夫區，河道全長10公里，流域面積34平方公里。